# Lucien Mérignac
Louis Lucien Mérignac (5 de octubre de 1873-1 de marzo de 1941) fue un deportista francés que compitió en esgrima, especialista en la modalidad de florete. Participó en los Juegos Olímpicos de París 1900, obteniendo una medalla de oro en la prueba individual profesional.

## Palmarés internacional
| Juegos Olímpicos | Juegos Olímpicos | Juegos Olímpicos | Juegos Olímpicos               |
| Año              | Lugar            | Medalla          | Prueba                         |
| ---------------- | ---------------- | ---------------- | ------------------------------ |
| 1900             | París (Francia)  | Medalla de oro   | Florete individual profesional |